# フォマ・ボヘミア
フォマ・ボヘミア有限責任会社（チェコ語: Foma Bohemia spol. s r.o.）は、白黒フィルムを主力製品とするチェコの企業（有限責任会社）である。

## 略歴・概要
チェコスロバキア共和国（第一共和国）の時代の1921年、現在の所在地であるフラデツ・クラーロヴェーで、写真乾板と処理薬品を製造する企業フォトケマ有限会社（チェコ語: Fotochema s r.o.）として設立、現在もつづくフォマの商標のもとに、1931年には印画紙、翌1932年にはロールフィルムの製造を開始した。この時期、1935年のブリュッセル万国博覧会、1937年のパリ万国博覧会、1938年のルブリン万国博覧会の3万博でいずれも金メダルを受賞した。
第二次世界大戦後の1949年、前年に社会主義国化したチェコスロバキア共和国（第三共和国）下で国営化され、フォトケマ国有会社となり、医療用X線フィルム「メディックス」の製造を開始する。1953年には、映画の上映プリント用ポジフィルム、1958年には、カラー写真用印画紙「フォマカラー」の製造をそれぞれ開始する。1972年には、カラーフィルムの「フォマクローム」の製造を開始している。
チェコ社会主義共和国（1960年）がチェコ共和国と改称、スロバキア共和国との共同体をチェコおよびスロバキア連邦共和国と改称した1990年、フォマ国有会社と社名変更する。1995年、現在の商号フォマ・ボヘミア有限責任会社に社名変更する。1999年、インクジェットプリンター用紙の製造販売を開始、2004年には、オランダの富士フイルムオランダ（現在のフジフイルム・マニュファクチュアリング・ヨーロッパ有限会社）との協力を開始、同年、ルーマニアに子会社フォマムレシュ（ルーマニア語: Fomamureş）を設立している。
2009年には、ドイツ、ロシア、ポーランド、イタリア、イギリス、フランス、ベルギー、アメリカ合衆国、日本、メキシコ、スペイン、ルーマニア、中国、ウクライナ、インド、ナイジェリア、ベネズエラ、ブラジル等、68か国に輸出しており、同年には輸出が総売上の85％を占めた。 

## おもな製品

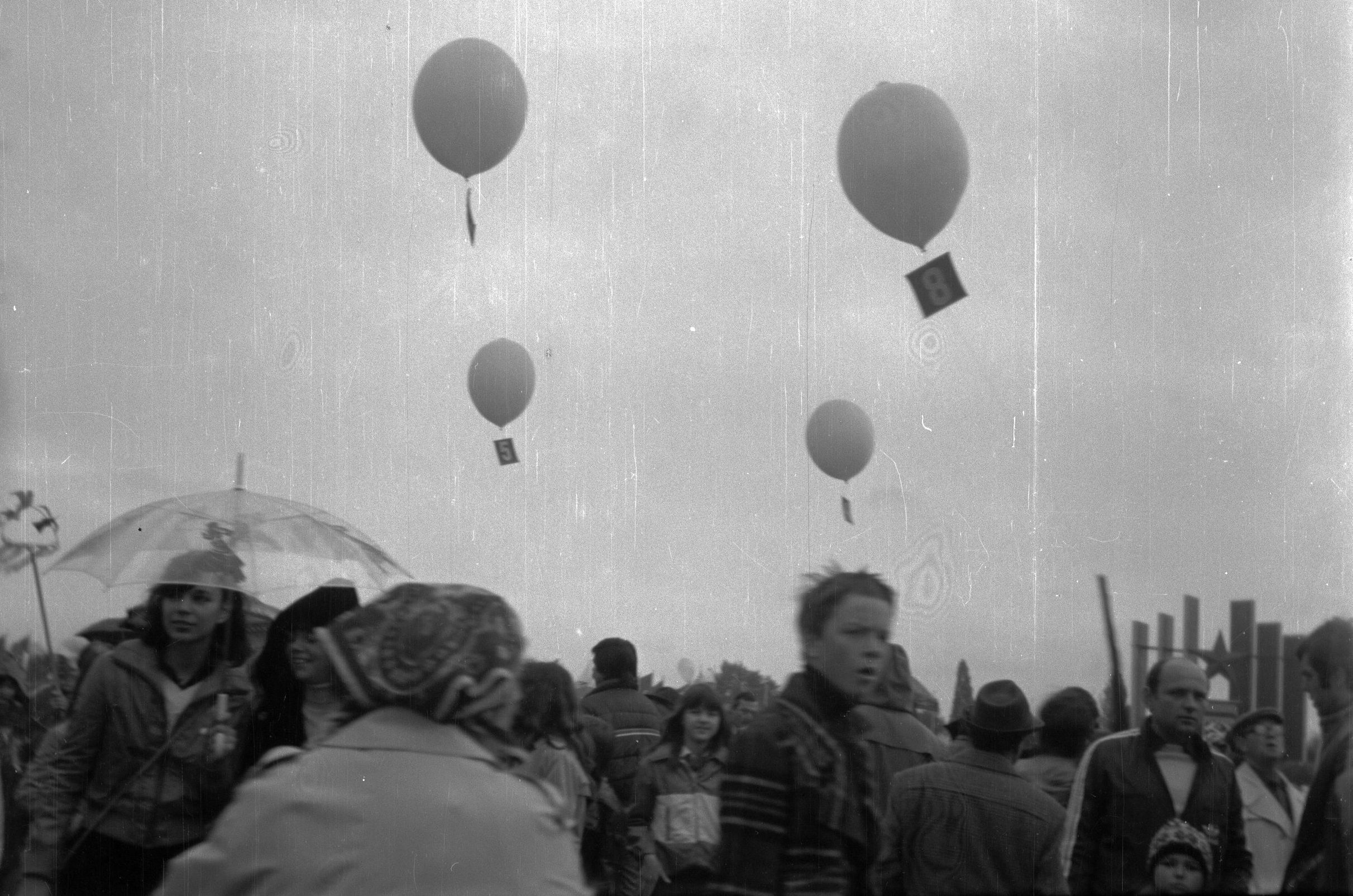
プラハホレショヴィツェで行なわれた1981年メーデー、フォマパンN21（ブローニーフィルム、生産終了）、チェコ製カメラのコリーナで撮影。

フィルム関連に絞った一覧である。

### 白黒フィルムおよび関連製品
ネガおよびリバーサルフィルム
・レトロパン320ソフト-ネガフィルム
- フォマパン100クラシック - ネガフィルム
- フォマパン200クリエイティブ - ネガフィルム
  - 写真用135フィルム
  - 映画用35mmフィルム
- フォマパン400アクション - ネガフィルム
- フォマパンR100 - リバーサルフィルム
  - 写真用135フィルム
  - 16mmフィルム （片側パーフォレーション）
  - ダブル8（スタンダード8mmフィルム）
  - ダブルランスーパー8

生産終了製品
- フォマパンN17 - ネガフィルム、ISO40
- フォマパンN21 - ネガフィルム、ISO100 ⇒ 後継製品 フォマパン100クラシック
- フォマパンN24 - ネガフィルム、ISO200 ⇒ 後継製品 フォマパン200クリエイティブ
- フォマパンN27 - ネガフィルム、ISO200 ⇒ 後継製品 フォマパン400アクション
- フォマパンN30 - ネガフィルム、ISO800
- フォマパンR17 - リバーサルフィルム、ISO40
- フォマパンR21 - リバーサルフィルム、ISO100 ⇒ 後継製品 フォマパンR100
- フォマパンR24 - リバーサルフィルム、ISO200

印画紙
- フォマブロム
- フォマブロムバリアントIII
- フォマブロムバリアントIV 123
- フォマルクス111 / フォマルクス312
- フォマスピード
- フォマスピードバリアントIII
- フォマトーンMG

現像薬剤
- フォマユニヴァーサルデヴェロッパー - 現像液
- フォマドンエクセル - 現像液
- フォマドンLQNデヴェロッパー - 現像液
- フォマドンLQRデヴェロッパー - 現像液
- フォマドンP - 現像液
- フォマドンR09 - 現像液
- フォマフィックス - 定着液
- フォマフィックスP - 定着液
- フォマパンR100現像セット - 白黒リバーサル用現像薬品一式

### カラーフィルム
カラーネガフィルム
- エクィカラープレミアム100
- エクィカラープレミアム200
- エクィカラープレミアム400

生産終了製品
- フォマクローム MA 15 - リバーサルフィルム、ISO25
  - ダブルランスーパー8
- フォマクローム MA 17 - リバーサルフィルム、ISO40
  - ダブルランスーパー8